# Oblouková ochrana

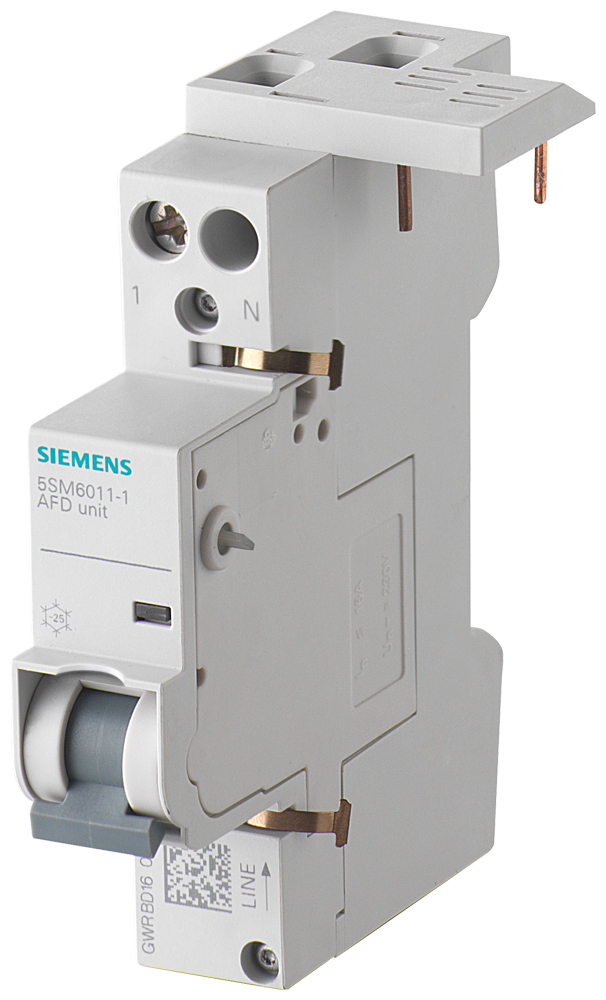
Oblouková ochrana z produkce společnosti Siemens

Oblouková ochrana (označovaná též zkratkou AFDD z anglického arc-fault detection device - zařízení pro detekci poruchového oblouku) je elektrický přístroj, který přeruší obvod při detekci elektrického oblouku, který je známkou poruchy v elektroinstalaci. Zařízení selektivně rozlišuje mezi neškodným obloukem (náhodný při normálním provozu spínačů, zástrček a kartáčových motorů) a potenciálně nebezpečným obloukem (který se může objevit například v poškozeném kabelu či svorce).

## Poruchové oblouky

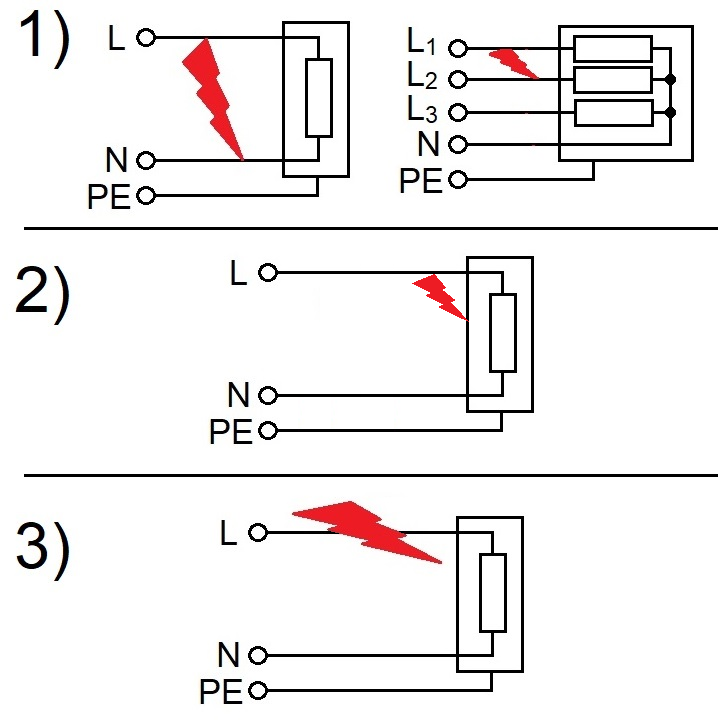
Druhy poruchových oblouků:
1) Paralelní oblouk mezi pracovními vodiči (fázový a nulový vodič nebo dva fázové vodiče)
2) Paralelní oblouk mezi pracovním vodičem a zemí (fázový a ochranný vodič)
3) Sériový oblouk mezi dvěma konci téhož pracovního vodiče (přerušený fázový nebo nulový vodič)

Poruchové oblouky se dělí na následující typy:
1. Paralelní poruchové oblouky (L-N/L-L) - jsou zapříčiněny obvykle poškozenou izolací, která umožnila spojení dvou pracovních vodičů. V závislosti na jmenovitém proudu ochrany (jističe), může dojít k vypnutí obvodu, avšak pokud je impedance příliš vysoká a není dosaženo vypínacího proudu, k vypnutí nedojde.
2. Paralelní poruchové oblouky (L-PE) - poruchové oblouky proti zemi jsou spolehlivě detekovány a vypnuty proudovými chrániči, pokud poruchový proud přesahuje jmenovitý vypínací proud chrániče. Nadproudové ochranné přístroje (jistič, pojistka) však neposkytují v některých případech žádnou ochranu, protože impedance vadného obvodu může být příliš vysoká.
3. Sériové poruchové oblouky (L-L/N-N) - jsou především zapříčiněny přerušením vodiče nebo ztrátou kontaktu v sérii se zátěží. V těchto případech je proud menší než provozní proud a jističe ani proudové chrániče nejsou schopny detekovat a vypnout poruchu.

Z výše uvedeného tedy plyne, že před paralelními poruchovými oblouky lze elektroinstalaci do jisté míry chránit běžnými ochrannými přístroji, na sériové poruchy však tyto nejsou schopny reagovat. Oblouková ochrana reaguje na všechny popsané typy poruch, a však nenahrazuje ochranné vlastnosti jističů a proudových chráničů v případě paralelní poruchy, pouze je doplňuje.

## Funkce ochrany
Obloukové ochrany vyhodnocují v reálném čase průběh proudu protékajícího obvodem, díky čemuž spolehlivě rozpoznají specifické průběhy vytvořené právě poruchovým obloukem a včas bezpečně odpojí postižený obvod. Zařízení také rozpozná, zda jde skutečně o poruchu a nejde jen o běžné jiskření v obvodu způsobené např. staršími spotřebiči, kartáčovými motory nebo stykači, popřípadě vliv vysokofrekvenčního šumu. Vnitřní elektronikou je snímán jak nízkofrekvenční signál, tak i vysokofrekvenční signál v pásmu 22 až 25 MHz. Tyto signály jsou dále matematicky zpracovávány a stanoví se z nich faktory pro detekci poruchového oblouku:
- hodnota proudu zátěží
- VF výkon
- VF stabilita
- doba trvání události (délka hoření)
- synchronizace se sítí

V případě, že jsou všechny uvedené faktory nad limitními hodnotami, vyšle elektronika signál k vypnutí obvodu.